# Emma Navarro
Emma Navarro (n. 18 mai 2001, New York City, New York, SUA) este o jucătoare americană de tenis. Cea mai bună clasare a sa la simplu este locul 8 mondial, în septembrie  2024, iar la dublu locul 93 mondial, tot în august 2024.